# Høvik
Høvik est une banlieue de Bærum, une commune du comté d'Akershus, dans la région métropolitaine d'Oslo, en Norvège.